# Pintura minoica

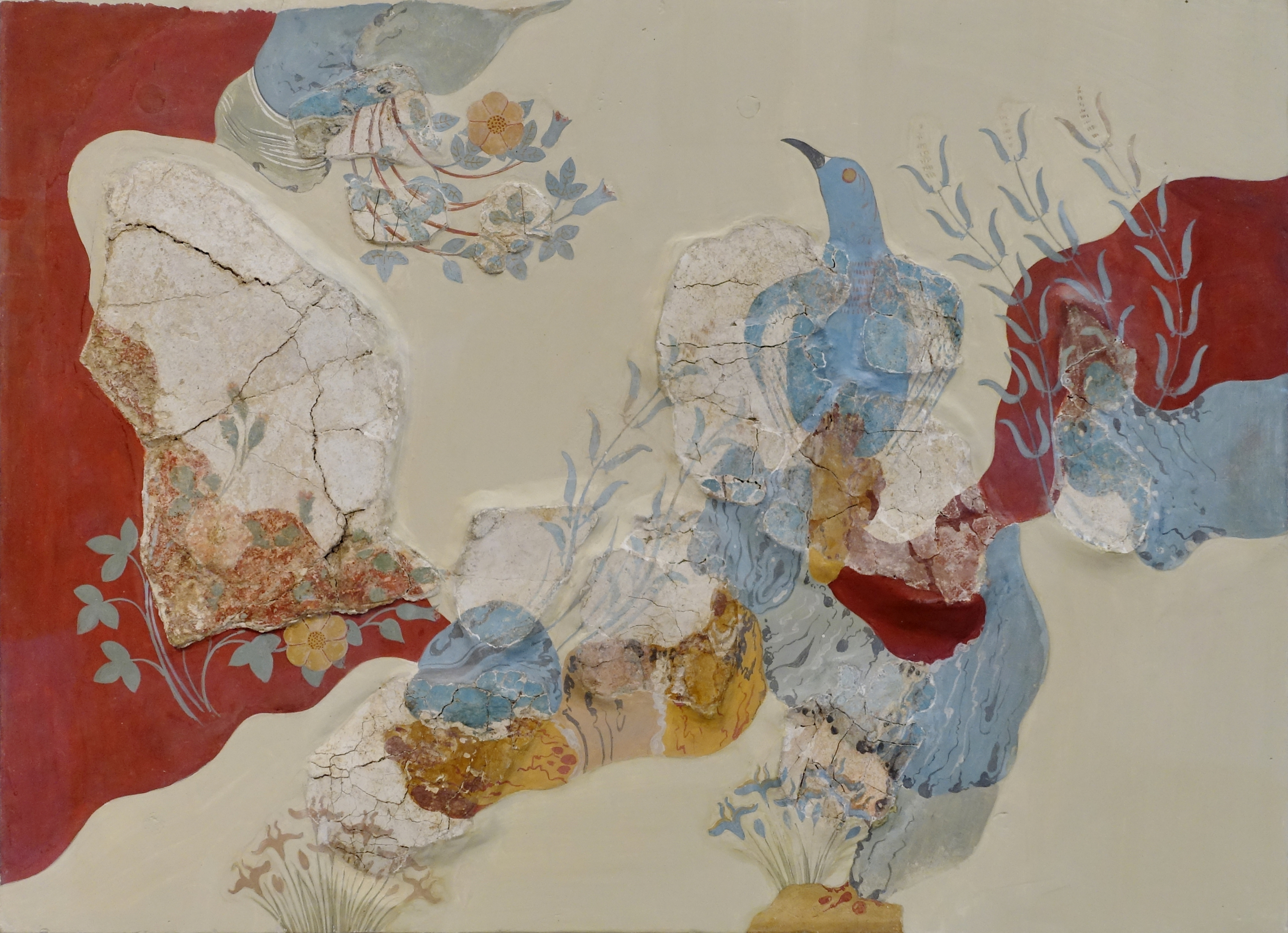
Fresc de l'ocell blau, trobat a la "Casa dels Frescos", de Cnossos

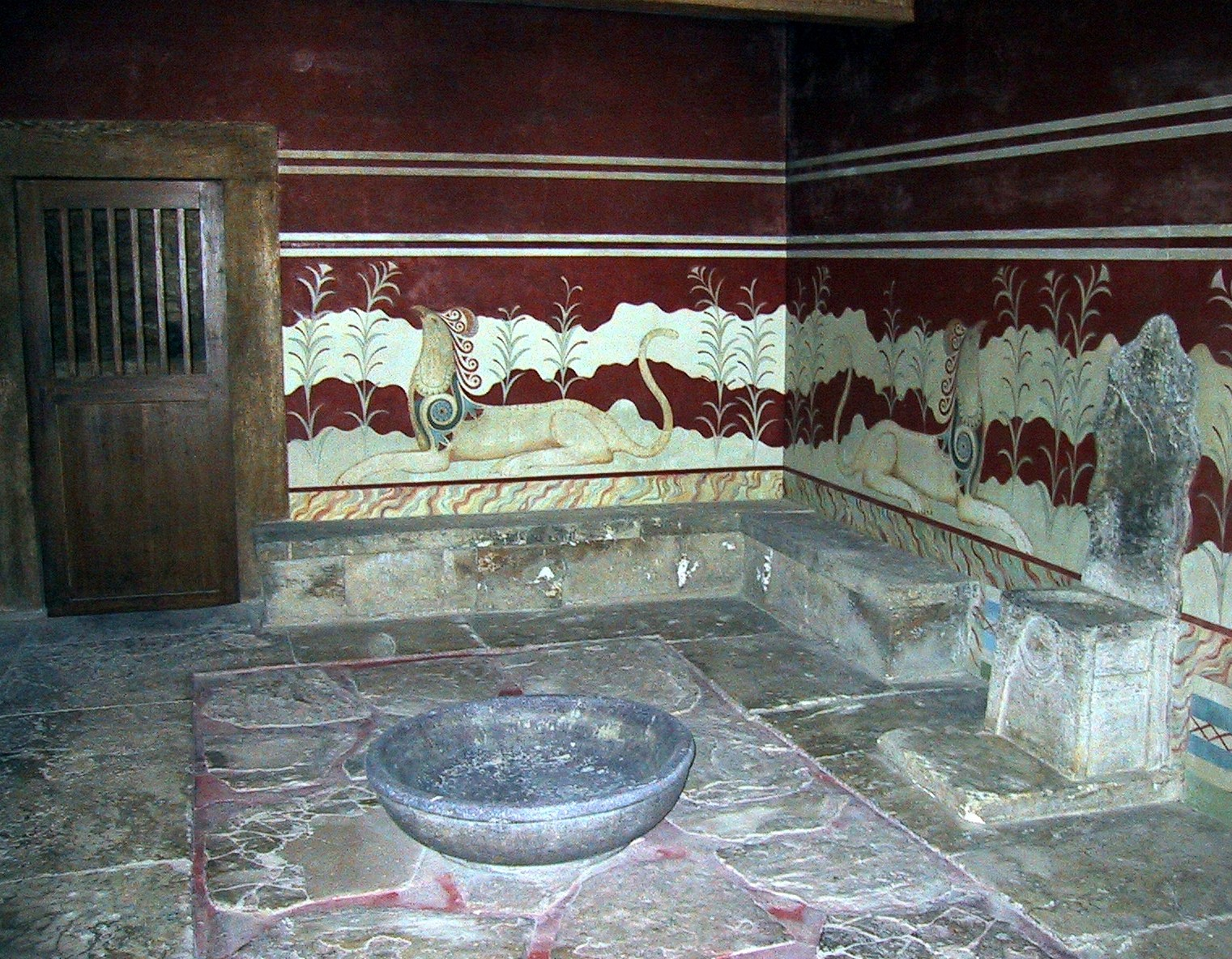
Fris dels grius. Pintura mural de la sala del tron del Palau de Cnossos, Creta, període Minoic II, cap a 1450≈1400 ae

La Pintura minoica es va desenvolupar en la civilització minoica, fou innovadora i d'extraordinària qualitat. Els exemples que se n'han conservat més importants procedeixen del Palau de Cnossos, a Creta, i de les cases de Akrotiri, de Thera (Santorí). La majoria són del període neopalatí, entre 1700 abans de la nostra era i 1460 ae.
La pintura figurativa es desenvolupà a partir de precedents egipcis; així i tot, desenvoluparà formes originals. La tècnica pictòrica més habitual en els murs és el fresc. Se'n conserven també alguns relleus d'estuc. Els colors són plans i vius, de gamma reduïda, aconseguits amb pigments minerals. Sembla que la funció de la pintura minoica seria fonamentalment religiosa.
Quant a la temàtica destaquen les escenes de vida religiosa o cortesana, així com els paisatges. Les figures humanes representen joves: hòmens atlètics amb la pell vermell fosc i dones amb pell blanca vestint típicament la faldilla de volants i cosset que deixa a l'aire els pits. Les figures es representaven molt estilitzades. En els paisatges n'hi ha plantes cretenques o, a vegades, egípcies. Els animals hi apareixen en moviment, amb l'anomenat "galop minoic". La pintura minoica va influir notablement en la pintura micènica.

## Origen
Com tot l'art minoic, la pintura cretenca deriva del fet que a l'illa de Creta va expandir-se una civilització de base agrària que va evolucionar a partir de l'intens comerç marítim que posà Creta en contacte tant amb els imperis agraris d'Egipte i Mesopotàmia com amb les cultures de l'edat del bronze d'Anatòlia i del continent europeu.
L'arquitectura cretenca s'inspira en l'arquitectura mesopotàmica; els seus models són accadis, sumeris o hittites; la pintura cretenca, però, s'inspira en la de l'antic Egipte i a partir de la qual crea un nou univers de formes d'extraordinària influència en l'evolució posterior de la història de l'art.
La tècnica del fresc s'origina a Creta en el període Minoic Antic II (període que s'inicia cap al 2650 abans de la nostra era), però en composicions no figuratives. És en el període Minoic Recent I o Neopalatí (a partir del 1700 ae) quan hi apareix la pintura figurativa. S'ha suggerit que potser en aquest moment sorgia una nova elit als palaus que necessitàs justificar el seu poder amb les representacions pictòriques. Prèviament s'havien donat ja representacions figuratives en la glíptica. En objectes de ceràmica com recipients i taules d'ofrenes, també es fan nombroses pintures d'animals, sobretot marins, i vegetals.

## Caràcter innovador
Alguns dels trets de la pintura minoica són similars als d'Egipte o Mesopotàmia, com els ulls representats frontalment i la col·locació dels peus. El seu caràcter singular i innovador, però, es distingeix en tres aspectes fonamentals:
- Els temes de la pintura cretenca van més lluny que els temes religiosos de l'Antic Egipte o Mesopotàmia. També van més enllà dels temes de la vida quotidiana de l'Antic Egipte. Els cretencs incorporen desfilades i processons de déus i persones, danses variades, jocs de risc com el salt d'atletes per sobre els toros, etc. La incorporació a la pintura de la composició, del ritme i les proporcions és l'aspecte més innovador ja que a partir de Creta, aquests elements seran presents en totes les manifestacions de la pintura.

- Les formes de la pintura cretenca són més lleugeres i agosarades. Deixen de costat la rigidesa de la posa pròpia del sentit religiós de les cultures egípcia i mesopotàmica per a representar els déus amb forma humana i a la mateixa escala que els humans. La pintura cretenca, si bé en els inicis manté la frontalitat, evoluciona i dona volum als cossos usant les maneres negres o les gradacions cromàtiques. En un altre sentit, si bé recrea els mateixos temes de la vida quotidiana, capta amb més humor i espontaneïtat les actituds i els gestos. Incorpora els ritmes, derivats de la reproducció dels detalls i de les formes geomètriques pròpies de les cultures del metall: espirals, bucles, ones, etc.

- La pintura cretenca no sol trobar-se en les tombes. El seu espai propi són les habitacions, corredors i altres dependències dels palaus i cases. Els cretencs pintaven al fresc sobre arrebossats. Les seues millors escenes estan a l'alçada de la vista, entre el sòcol d'alabastre o marbre policrom i el sostre de palaus i cases.

## Iconografia i interpretacions

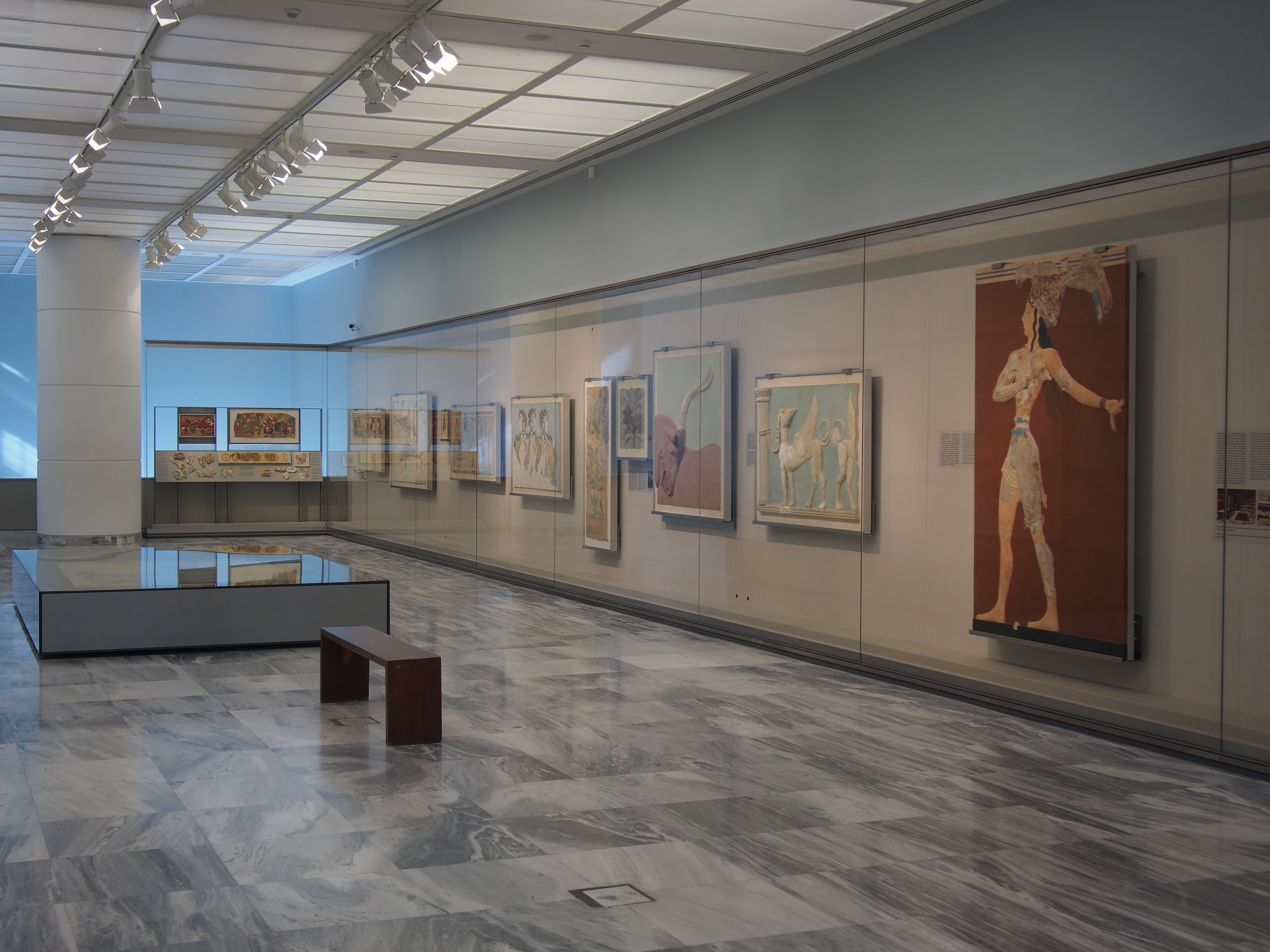
Algunes de les pintures minoiques en el Museu Arqueològic de Càndia

Les pintures minoiques inclouen representacions d'humans, animals i paisatges. Algunes són clarament religioses, com les processons d'oferents. És possible que les representacions de boxadors i de taurocatàpsia, a més d'espectacles, estiguen relacionades amb rituals de pas d'adolescents. Les pintures en què apareixen simultàniament paisatges i animals són particularment característiques. Abans es considerava que moltes d'aquestes escenes eren merament decoratives i realitzades només per al gaudi del propietari, però la interpretació que se n'ha imposat és que també tenen un caràcter religiós.
Entre les plantes, són molt representats el safrà i els lliris, a voltes en la mateixa composició, i això és irreal atès que els lliris floreixen a la primavera i el safrà a la tardor. Els micos, que apareixen en diversos frescos, es representaven també a Egipte, però a Creta adquireixen una major rellevància en les composicions i se'ls dota d'un color blau, que també sembla no respondre a la realitat i el significat se'n desconeix. S'han realitzat estudis diferents que han tractat d'identificar les espècies de micos representats: un de publicat el 2019 identificà un d'ells com un langur gris, procedent de la Vall de l'Indus, però en un estudi, publicat el 2020, es conclou que els minoics van representar dues espècies de micos procedents d'Àfrica: papions i mona verda.
En les representacions de dones és característic que vestisquen amb una faldilla acampanada i un cosset cenyit que a voltes deixa els pits a l'aire. Solen dur joies i maquillatge. Quan en les representacions antropomorfes es distingeixen figures de major grandària respecte a altres de la mateixa composició, es creu que són divinitats. A vegades al costat d'aquestes es representen animals mitològics, com grius.
Les escenes de guerra o caça són escasses, tot i que hi ha alguns exemples de representacions de soldats, com ara els que apareixen en el fresc de la Processó de la flota d'Akrotiri i en escuts en forma de vuit pintats en el palau de Cnossos.

## Relació d'obres conservades
La major part de les obres de pintura minoica que s'han pogut conservar procedeixen de Cnossos, a Creta, i de Akrotiri, a l'illa de Tera. Les de Cnossos es van trobar sobretot en el palau, però també en altres llocs com en la denominada "Casa dels frescos". Altres llocs de Creta on se n'han trobat són Festos, Agia Triada, Tilissos, Zakros, Amnissos, Archanes, Màlia, Khanià, Galatàs, Palékastro i Kommos. També s'han trobat alguns fragments d'obres que es consideren d'art minoic en altres zones de la Mediterrània, com ara Àvaris (Egipte), Alalakh (Turquia), Tel Kabri (Palestina) i Qatna (Síria). És significatiu que els principals palaus minoics són els de Cnossos, Màlia, Festos i Zakros, però la pintura figurativa està gairebé restringida al Palau de Cnossos.
Un aspecte polèmic n'han estat les reconstruccions dels frescos de Cnossos, que sovint s'han fet a partir de molt pocs fragments i per tant podrien distar molt de l'aspecte originari. Les pintures d'Akrotiri, però, han aparegut en millor estat de preservació.
La majoria de restes dels originals que han perdurat de pintures minoiques es conserven en el Museu Arqueològic de Càndia, en el Museu de Prehistòria de Thera i en el Museu Arqueològic Nacional d'Atenes. Al Palau de Cnossos s'han col·locat rèpliques d'alguns frescos.